# كأس يوغوسلافيا 1982–83
كأس يوغوسلافيا 1982–83 هو الموسم 35 من كأس يوغوسلافيا. أشرف على تنظيمه اتحاد صربيا لكرة القدم، وكان عدد الأندية المشاركة فيه 32، وفاز فيه نادي دينامو زغرب.